# Arne Winther
Arne Winther (22 gennaio 1926 – 14 febbraio 2000) è stato un calciatore norvegese, di ruolo difensore.

## Carriera

### Club
Winther giocò per lo Skeid dal 1949 al 1962. Con questa maglia, vinse quattro edizioni della Norgesmesterskapet. Totalizzò 430 presenze in squadra.

### Nazionale
Disputò 7 incontri per la Norvegia. Esordì il 25 settembre 1955, nel pareggio per 1-1 contro la Svezia.

## Palmarès

### Club

#### Competizioni nazionali
- Coppa di Norvegia: 4

Skeid: 1954, 1955, 1956, 1958